# Aleksander Gala
Aleksander Gala (partizansko ime Peter), slovenski zdravnik higienik in epidemiolog ter ustanovitelj partizanskih bolnišnic, * 15. januar 1916, Lienz, Avstro-Ogrska, † 8. julij 1987, Logatec.

## Življenje in delo
Rodil se je v družini železničarja Mihe Gale. Gimnazijo je obiskoval v Mariboru in leta 1934 maturiral. Medicino je študiral na Medicinski fakulteti v Zagrebu in leta 1942 promoviral. V narodnoosvobodilni borbi je sodeloval od leta 1941, takoj po promociji pa je odšel v partizane, kjer je bil zdravnik in organizator zdravstvene službe, najprej na Notranjskem (Ogenca), od začetka leta 1943 pa na Primorskem. Tu je kot sanitetni referent organiziral sanitetne postaje in majhne partizanske bolnišnice v katerih se je lahko zdravilo 10-15 ranjencev. Po kapitulaciji Italije septembra 1943 je bila po njegovih zamislih in načrtih zgrajena Centralna vojna bolnica III. operativne cone kasneje bolj znana kot Slovenska vojna partizanska bolnica Pavla, njen zametek pa je bila Sanitetna postaja št. 1 za Slovensko Primorje. Tu je dr. Gala organiziral in vodil bolničarske tečaje; od 9. februarja 1944 pa je bil vodja bolničarske šole 9. korpusa. Po osvoboditvi je do 1965 ostal v Jugoslovanski ljudski armadi kot sanitetni polkovnik; 1951 je končal specializacijo na vojaški medicinski akademiji v Beogradu, leta 1962 je na isti akademiji postal docent. Po letu 1965 je delal na Medicinski fakulteti v Ljubljani, najprej kot docent, od 1977 kot izredni profesor, predstojnik katere za medicino dela je bil od 1966-1972. V prostem času je rad rezbaril v les in nekajkrat tudi razstavljal v Sežani in drugod. Prejel je več državnik odlikovanj.
Aleksander Gala je napisal vrsto poljudnih, strokovnih in znanstvenih člankov ter kot soavtor  sodeloval pri izdaji več strokovnih knjig. Sam pa je napisal deli: Proučavanje uslova života, rada i zdravstvenog stanja radnika zaposlenih na proizvodnji i obradi trotila (TNT) (Beograd,1957) in Toksilogija ekspolzivnih materiala i sirovina (Beograd, 1961). Svoje spomine na graditev in organizacijo partizanskih bolnišnic je opisal najprej v članku Sanitetne postaje v bivšem tolminskem okraju potem pa skupaj z Pavlo Jerino Lah v delu Slovenska vojaška partizanska bolnišnica »Pavla« (COBISS) ter v zajetni knjigi Partizanski zdravnik (Ljubljana, 1972), kakor tudi v knjigi Ogenjca : tragedija partizanskih ranjencev (COBISS) ter Partizanska bolnišnica pod Krnom leta 1943 (Nova Gorica, 1978) . V knjižico Partizanska saniteta na Primorskem (Ljubljana, 1978) pa je prispeval poglavji: Saniteta pred goriško ofenzivo in Bolniške šole.

## Odlikovanja
- red zaslug za ljudstvo s srebrnimi žarki (1945)
- red partizanske zvezde s srebrnim vencem (1947)
- red bratstva in enotnosti s srebrnim vencem (1948)
- red za vojaške zasluge II. stopnje (1953)
- red ljudske armade zlato zvezdo (1960)